# Coqueiral
Coqueiral is een gemeente in de Braziliaanse deelstaat Minas Gerais. De gemeente telt 9.747 inwoners (schatting 2009).

## Aangrenzende gemeenten
De gemeente grenst aan Aguanil, Boa Esperança, Nepomuceno en Santana da Vargem.